# 2005 na Coreia do Sul
Esta é uma cronologia dos principais fatos ocorridos no ano de 2005 na Coreia do Sul.

## Incumbentes
- Presidente – Roh Moo-hyun (2003–2008)
- Primeiro-ministro – Lee Hae-chan (2004–2006)

## Nascimentos
- 17 de outubro – Hwang Min-Woo, ator

## Mortes
- 22 de fevereiro – Lee Eun-ju, 24, atriz